# Jones Mwewa
Jones Mwewa (né le 12 mars 1973 à Ndola en Zambie et mort le 18 novembre 2011 dans la même ville) est un joueur de football international zambien, qui évoluait au poste de défenseur.

## Biographie

### Carrière en club
Avec le club de Power Dynamos, il remporte deux championnats de Zambie et trois Coupes de Zambie.

### Carrière en sélection
Avec l'équipe de Zambie, il reçoit 55 sélections et inscrit deux buts entre 1995 et 2002. 
Il figure dans le groupe des sélectionnés lors des Coupes d'Afrique des nations de 1996, de 2000 et de 2002.
Il joue également 13 matchs comptant pour les tours préliminaires de la coupe du monde, lors des éditions 1998 et 2002.

## Palmarès
Power Dynamos
- Championnat de Zambie (2) :
  - Champion : 1997 et 2000.

- Coupe de Zambie (3) :
  - Vainqueur : 1997, 2001 et 2003.
  - Finaliste : 2002.